# Ley 53 de Puerto Rico
El 21 de mayo de 1948 la Asamblea Legislativa de Puerto Rico bajo el Partido Popular Democrático (PPD), aprobó en sesión tres proyectos de ley encaminados a castigar toda acción contra el Gobierno de la Isla. No es hasta el 10 de junio del mismo año que se convirtió en la Ley 53 que declaraba “delito grave el fomentar, abogar y aconsejar o predicar, voluntariamente o a sabiendas, la necesidad, deseabilidad o conveniencia de derrocar, destruir o paralizar el Gobierno Insular por medio de la fuerza o la violencia”. También incluye como delito el imprimir, publicar, editar, vender, exhibir u organizar o ayudar a organizar cualquier sociedad, grupo o asamblea de personas que fomenten la intención de derrocar, paralizar o destruir el Gobierno Insular. Como penalidad se constituye con un máximo de 10 años de cárcel, 10 000 USD de multa o ambas por cometer dichos actos celebrados por un tribunal de derecho. Esta ley fue bautizada por el Representante Leopoldo Figueroa como lo que hoy conocemos “Ley de la Mordaza”, quien consideraba esta ley como una “burda copia de la Ley Smith".

## Antecedentes
1940: En junio de 1940 se aprueba en Estados Unidos la Ley Smith. Esta ley catalogada como delito “abogar, fomentar o enseñar la deseabilidad de derrocar el gobierno de los Estados unidos o el gobierno de cualesquiera de sus Estados, Territorios, Distritos o Posesiones, mediante la fuerza o la violencia o el asesinato de cualquier oficial de dicho gobierno”. La ley castigaba tanto las expresiones impresas como las verbales, también castigaba la organización de cualquier grupo con este fin. Uno de los objetivos para que se llevará a cabo esta ley era para identificar y eliminar cualquier posible conflicto interno en la nación militante ya que se acercaba la entrada de los Estados Unidos en la Segunda Guerra Mundial.
1947: se aprobó en el Congreso de los Estados Unidos la Ley 447 que facultaba al pueblo de Puerto Rico a elegir su propio gobernador. El 20 de diciembre queda inscrito el Partido Independentista a tiempo para las próximas elecciones que se celebrarían en el 1948.
En diciembre de este año regresa Pedro Albizu Campos a Puerto Rico
1948: a tempranas horas de la madrugada del 21 de mayo, se aprueban los Proyectos de la Cámara 23, 24 y 25 por la Asamblea Legislativa controlada por el Partido Popular Democrático de Puerto Rico (PPD) que de inmediato causó intimidación en todo aquel que albergará sentimientos independentistas. El 22 de mayo, todo periódico puertorriqueño titulaba el proyecto aprobado. La reacción negativa del público fue tan intensa ante la aprobación de los proyectos que obligó a personas en el gobierno asumir defensa pública.

## Junio 1948
El 11 de junio de 1948, el Gobernador de Puerto Rico, Jesús T. Piñero, firma una ley que hizo ilegal la advocación pública de la independencia, la cual era congruente con los proyectos aprobados el mes anterior. La misma se le llamó la Ley Número 53 que estipulaba lo siguiente:
“Para declarar delito grave el fomentar, abogar, aconsejar o predicar, voluntariamente o a sabiendas, la necesidad, deseabilidad o conveniencia de derrocar, destruir o paralizar el Gobierno Insular, o cualquier subdivisión política de este, por medio por medio de la fuerza o la violencia; y el imprimir, publicar, editar, circular, vender, distribuir o públicamente exhibir con la intención de derrocar, paralizar o destruir el Gobierno Insular o cualquiera de sus divisiones políticas, cualquier escrito o publicación donde se fomente, abogue, aconseje o predique la necesidad, la deseabilidad o conveniencia de derrocar, paralizar o destruir el Gobierno Insular o cualquier subdivisión política de este, por medio de la fuerza o la violencia, así como el organizar o ayudar a organizar cualquier sociedad, grupo o asamblea de personas que fomenten, aboguen, aconsejen o prediquen tal cosa y para otros fines.”
Artículo 1 – Constituirá delito grave, castigable con pena máxima de presidio de diez años o multa máxima de 10 000 USD o ambas penas, la comisión por cualquier persona de cualquiera de los siguientes actos:
1. fomentar, abogar, aconsejar o predicar, voluntariamente o a sabiendas, la necesidad, deseabilidad o conveniencia de derrocar, destruir o paralizar el Gobierno Insular, o cualquier subdivisión política de este, por medio por medio de la fuerza o la violencia
2. imprimir, publicar, editar, circular, vender, distribuir o públicamente exhibir con la intención de derrocar, paralizar o destruir el Gobierno Insular o cualquiera de sus divisiones políticas, cualquier escrito o publicación donde se fomente, abogue, aconseje o predique la necesidad, la deseabilidad o conveniencia de derrocar, paralizar o destruir el Gobierno Insular o cualquier subdivisión política de este, por medio de la fuerza o la violencia
3. organizar o ayudar a organizar cualquier sociedad, grupo o asamblea de personas que fomenten, aboguen, aconsejen o prediquen la derogación o destrucción del gobierno insular, o de cualquier subdivisión política de este, por medio por medio de la fuerza o la violencia

Artículo 2 – Todo juicio que se celebre por violación alguna a esta Ley deberá celebrarse por tribunal de derecho
Artículo 3 – Si parte de esta Ley es declarada inconstitucional, el resto de ella deberá sustituir en todo su vigor.
Artículo 4 – Esta Ley, por ser de carácter urgente y necesario, empezará a regir inmediatamente después de su aprobación el 10 de junio de 1948
Como objetivo de esta Ley Mordaza era investigar y detener el nacionalismo militante, el Partido Nacionalista y su líder, Albizu Campos ya que se le había acusado como el que inicia los movimientos de huelgas en la Universidad de Puerto Rico.

## Resultados de la Ley
Tan pronto la Ley 53, mejor conocida como la Ley de la Mordaza, fue aprobada se desata una década de represión política. Esta ley ayuda al nuevo gobernador a ejercer su puesto sin miedo de deshacerse de la oposición política, especialmente del sector independentista y nacionalista. En las elecciones generales de 1948 se elige a Luis Muñoz Marín como el primer gobernador puertorriqueño escogido por el voto del pueblo de Puerto Rico, y el 2 de enero de 1949 toma posesión oficialmente del cargo.
Factores como la represión legalizada por medio de la Ley de la Mordaza, la inestabilidad del estatus colonial y el cambio de posición del gobernador por desistir buscar la independencia llevaron a que la gente de Puerto Rico creciera en rencor. Con la llegada y ayuda del líder Pedro Albizu Campo se comienza a preparar un levantamiento en armas. El 30 de octubre de 1950, muchos puertorriqueños se habían organizado para llevar a cabo la Revolución Nacionalista con el objetivo de declarar la independencia de Puerto Rico, lo cual tuvo inicio en Jayuya, mejor conocido como el Grito de Jayuya. En Jayuya ocurre la acción más importante, siendo capturado el pueblo por nacionalistas. Otros pueblos como Peñuelas, Ponce, Arecibo, Utuado, Naranjito y Mayagüez también ocurre acciones en los cuales resultan muertos nacionalistas y policías.
Además, se realizó un ataque en La Fortaleza, la casa del Gobernador Muñoz Marín, por un grupo de cinco nacionalistas con intenciones de matar al gobernador. Cuatro años más tarde se atacó al Capitolio de los Estados Unidos y la casa Blair, donde se hospedaba el Presidente estadounidense Harry Truman. Luego de estos acontecimientos se hace el primer arresto por violación de la Ley 53. El arrestado fue el líder de Partido Nacionalista Pedro Albizu Campos. Junto con este arresto se comienzan los arrestos masivos para interrogar participantes de los Partidos Independentista y Nacionalista. Años después, muchos artículos fueron escritos acerca de este acontecimiento. Uno de los artículos que explica la historia legislativa de esta ley fue el artículo de David M. Helfeld (1964) titulado “Discrimination for Political Beliefs and Associations”. Helfeld sostiene que esta ley fue aplicada más bien en contra de los líderes y seguidores nacionalistas, al igual que fue usada para molestar e intimidar personas y grupos minoritarios para evitar una revolución.